# Junko Takeuchi
Junko Takeuchi (竹内 順子, Takeuchi Junko; Saitama, 5 de abril de 1972) é uma atriz e seiyū japonesa. Seguindo um caminho bem trilhado por muitas outras seiyūs, ela frequentemente dá voz a personagens jovens e masculinos, com personalidades geralmente muito peculiares e patetas. Um de seus papéis mais conhecidos inclui Naruto Uzumaki na popular série de anime Naruto. Além disso, interpretou Takuya Kanbara em Digimon Frontier, Rin Natsuki/Cure Rouge em Yes! PreCure 5, Metabee em Medabots, Mamoru Endou em Inazuma Eleven e Inazuma Eleven GO, Gon Freecss na versão de 1999 de Hunter × Hunter, MrBeast na dublagem japonesa de MrBeast, e GingerBrave na dublagem japonesa de Cookie Run: Kingdom.

## Trabalhos

### Voz Original
- Naruto (2002-07) - Naruto Uzumaki[1], Akamaru
- Welcome to Demon School! Iruma-kun (2022) - Barbatos Bachiko[3]
- Power of Hope: PreCure Full Bloom (2023) - Rin Natsuki,[4]
- Haigakura (2024) - Ichiyō (jovem)[5]
- Digimon Adventure: Last Evolution Kizuna (2020) - Gomamon[6]
- My Melody & Kuromi (2025) - Kuromi[7]

### Dublagem
- Frailty (2001) - Fenton (jovem) (Matthew O'Leary)[8]
- A Lot Like Love (2005) - Emily Friehl (Amanda Peet)[9]
- O Incrível Mundo de Gumball (2011-pres.) – Gumball Watterson[10]
- Touch (2012-13) - Jacob Bohm (David Mazouz)[11]
- Cop Car (2015) - Travis (James Freedson-Jackson)[12]
- Bull (2016) - Marissa Morgan (Genebra Carr)[13]
- Toy Story 4 (2019) – Giggle McDimples[14]
- Snake Eyes (2021) - Ana DeCobray / Baronesa (Úrsula Corberó)[15]
- The Thing About Pam (2022) - Leah Askey (Judy Greer)[16]
- Teenage Mutant Ninja Turtles: Mutant Mayhem (2023) – Wingnut[17]
- MrBeast (YouTube) - MrBeast (Jimmy Donaldson)[2]